# Apocephalus bilobus
Apocephalus bilobus är en tvåvingeart som beskrevs av Brown 1997. Apocephalus bilobus ingår i släktet Apocephalus och familjen puckelflugor. Inga underarter finns listade i Catalogue of Life.